# Хвала на слободи (филм)

## Синопсис
Сваког седмог у месецу Вевчанци полажу венац споменик палим борцима у рату 1941-45. На венцу пише "Хвала на слободи".
[...] Снимљен у предвечерје рата и распада Југославије: филм Хвала на слободи (1987), посвећен је случају македонског села Вевчани, бруталном пребијању побуњених мештана, жена и деце од стране специјалних одреда милиције. Сведочења цивила о зверствима милицајаца у паралелној монтажи праћена су призорима маскенбала у селу – кроз гротескни плес машкара и музичку пратњу народних инструмента, мештани у симболичком виду понављају своју трауму у намери да је се ослободе. Драмски потенцијал готово сваког Шканатиног документарца крије се у нарочитом виду психодраме коју жртве или обесправљени у њему практикују: кроз мимику, гестове и гримасе, бујицу говора и речита ћутања, његови "јунаци" настоје да се ослободе утвара прошлости, пре свега нанесене неправде, почињене у нечије име, из наводно "виших интереса".